# Accettabilità
Per accettabilità in linguistica si intende uno dei criteri fondamentali della testualità. Riguarda infatti l'atteggiamento del ricevente ad attendersi un testo coesivo e coerente che sia utile e rilevante per acquisire conoscenze o per avviare la cooperazione ad un progetto. 
L'accettabilità di un testo varia in base alle aspettative del ricevente rispetto a fattori diversi quali il tipo di testo, il contesto sociale o culturale o la desiderabilità dei fini. Tra i fini principali del ricevente vi sono infatti il mantenimento della coesione e della coerenza se questo apporta elementi testuali o tollera eventuali disturbi. Un'operazione fondamentale che concorre al mantenimento della coerenza del testo è l'inferenziazione apportata dai riceventi che intervengono a sostegno del senso del testo stesso.
A volte l'accettabilità subisce una restrizione e la comunicazione può risultarne appesantita. Se un ricevente mette in dubbio l'accettabilità di un testo, viene concordemente valutato come un segnale della mancanza di volontà di cooperare. L'intenzionalità di chi lo produce a volte è evidente come nell'esempio seguente:
Abbiamo bisogno di una conferma di questo.
'Omologazione, mio caro signore, omologazione', disse Pell.
'Bene, Signore' rispose duro il signor Weller, 'omologazione o conferma è lo stesso; se non mi capite, signore, potrò trovare qualcuno che mi capisca'.
'Spero di non avervi offeso, signor Weller', disse Pell dolcemente.
I producenti speculano spesso sulla disposizione all'accettazione da parte dei riceventi proponendo testi che, per essere compresi, necessitano di importanti integrazioni apportate dai riceventi stessi.